# María Victoria Rodoreda Sayol
María Victoria Rodoreda Sayol fue una novelista y guionista de cómic española (Berga, 1931 - 22/07/2010). Usó multitud de seudónimos, como Marcus Sidereo, Vic Logan, Master Space, Rand Mayer, Jack King, Lew Spencer, Ralph Benchmark,  Dagmar Lorn, Dorian Lane, Frank Loman, Ian De Marco, Johan Bergman, Chance Lane o John Palmer.

## Biografía
Nacida en Berga, María Victoria Rodoreda Sayol se trasladó muy joven a Barcelona, donde conoció a su futuro esposo, el también escritor Juan Almirall Erliso, quien la animó a publicar sus primeras obras.
Comenzó su carrera en Toray, pasando luego a Bruguera y Producciones Editoriales.
A mediados de los ochenta, abandonó su carrera ante el colapso del mercado.

## Obra
Historietística
| Años | Título                | Dibujante           | Tipo                      | Publicación      |
| ---- | --------------------- | ------------------- | ------------------------- | ---------------- |
| 1965 | Era atómica, año cero | José Gual           | Historieta autoconclusiva | Espionaje núm. 3 |
| 1968 | Año 3000              | José María Bellalta | Serial                    | Boixher          |

Literaria
| Años | Título                     | Seudónimo   | Género | Editorial                |
| ---- | -------------------------- | ----------- | ------ | ------------------------ |
| 1969 | Ciudad de pesadilla        |             |        |                          |
| 1969 | Las Horas de las Celulas   |             |        |                          |
| 1970 | Agente Enigma              |             |        |                          |
| 1971 | Como una alucinación       |             |        |                          |
| 1972 | Atentado                   |             |        |                          |
| 1972 | Casualidad                 |             |        |                          |
| 1973 | Alguien acecha en la noche |             |        |                          |
| 1973 | Certificado de defunción   |             |        |                          |
| 1979 | El tren                    | Chance Lane | Oeste  | Producciones Editoriales |